# سيزار غونزاليس (كاتب)
سيزار غونزاليس (بالإسبانية: César González) هو كاتب ومخرج وشاعر أرجنتيني، ولد في 28 فبراير 1989 في مورون في الأرجنتين.

## وصلات خارجية
- الموقع الرسمي